# Pascale Crozon
Pour les articles homonymes, voir Crozon (homonymie).
Pascale Crozon (née Clauzel) est une femme politique française, née le 29 mai 1944 à Morillon (Haute-Savoie). Mariée et mère de deux enfants, elle est députée du Rhône de 2007 à 2017.
Secrétaire de la section socialiste de Villeurbanne de 2003 à 2009, elle est élue députée le 17 juin 2007, pour la XIIIe législature, dans la 6e circonscription du Rhône. Lors des législatives, elle a été opposée à la candidature de Lilian Zanchi, suppléant de la députée sortante, Nathalie Gautier, décédée en septembre 2006. Elle est réélue aux élections de 2012.
Conseillère municipale et adjointe au maire (depuis 1977) de Villeurbanne, elle a été conseillère régionale de Rhône-Alpes de 2004 à 2007. 
Elle fait partie du groupe socialiste, radical et citoyen. Elle est membre de la commission des affaires culturelles et sociales de l'Assemblée nationale et de la commission chargée de l'application de l'article 26 de la Constitution (chargé de la question de la levée des immunités parlementaires).

## Mandats
- 1977 - 2008 : Adjointe au maire de Villeurbanne (Rhône)
- 29 mars 2004 - 19 juin 2007 : Conseillère régionale de Rhône-Alpes
- 20 juin 2007 - 20 juin 2017 : Députée de la sixième circonscription du Rhône
- Depuis le 22 mars 2008 : Conseillère municipale de Villeurbanne